# Matthias Höpfner
Matthias Höpfner, né le 30 décembre 1975, est un pilote de bobsleigh allemand.

## Palmarès

### Championnats monde
- bob à 4 :  médaille de bronze en 2008
- bob à 2 : 5e en 2004 à Königssee, 8e en 2003 à Lake Placid
- par équipes :  médaille d'or en 2008

### Championnats d'Europe
- : Champion d'Europe de bob à 2 en 2004 à Altenberg
- : Médaille de bronze de bob à 4 en 2004 à Altenberg

### Coupe du monde
- bob à 4 : 4e en 2004 et 2005
- bob à 2 : 4e en 2006